# Lispe neouliginosa
Lispe neouliginosa är en tvåvingeart som beskrevs av John Otterbein Snyder 1954. Lispe neouliginosa ingår i släktet Lispe och familjen husflugor. Inga underarter finns listade i Catalogue of Life.